# Världsmästerskapet i volleyboll för klubblag 2022 (damer)
Världsmästerskapet i volleyboll för klubblag 2022 var det 15:e världsmästerskapet i volleyboll för klubblag och hölls mellan 14 och 18 december 2022 i Antalya, Turkiet. Sex lag deltog, varav två genom wild card. Imoco Volley blev mästare genom att besegra Vakifbank SK med 3-1 i finalen.

## Kvalifikation
| Lag                     | Kvalificerat som                                |
| ----------------------- | ----------------------------------------------- |
| Eczacıbaşı SK           | Värd                                            |
| Kuanysj VK              | Asian Women's Club Volleyball Championship 2022 |
| Minas Tênis Clube       | Vinnare Campeonato Sudamericano de Clubes 2022  |
| Dentil Praia Clube      | Tvåa Campeonato Sudamericano de Clubes 2022     |
| Vakıfbank SK            | Vinnare CEV Champions League 2021–2022          |
| Imoco Volley Conegliano | Tvåa CEV Champions League 2021–2022             |

## Seriespel[1]
Seriespelet använde den numera vanliga poängfördelningen att vinnaren får 3 poäng och förloraren 0 poäng om matchen sluter 3-0 eller 3-1 i set, medan vinnaren får 2 poäng och förloraren 1 poäng om matchen slutar 3-2. Samtliga tider är UTC+3.
|  | Kvalificerad för finalspel |

### Grupp A
| Pos | Lag           | M | V | F | P | SV | SF | SK    | BV  | BF  | BK    | Kvalificering |
| --- | ------------- | - | - | - | - | -- | -- | ----- | --- | --- | ----- | ------------- |
| 1   | Imoco Volley  | 2 | 2 | 0 | 6 | 6  | 1  | 6,000 | 171 | 147 | 1,163 | Semifinal     |
| 2   | Eczacıbaşı SK | 2 | 1 | 1 | 3 | 4  | 3  | 1,333 | 158 | 143 | 1,105 | Semifinal     |
| 3   | Praia Clube   | 2 | 0 | 2 | 0 | 0  | 6  | 0,000 | 111 | 150 | 0,740 |               |

| Datum  | Tid   |                         | Resultat |                         | Set 1 | Set 2 | Set 3 | Set 4 | Set 5 | Totalt | Rapport |
| ------ | ----- | ----------------------- | -------- | ----------------------- | ----- | ----- | ----- | ----- | ----- | ------ | ------- |
| 14 Dec | 16:30 | Eczacıbaşı SK           | 3-0      | Dentil Praia Clube      | 25–14 | 25–15 | 25–18 |       |       | 75–47  | rapport |
| 15 Dec | 16:30 | Imoco Volley Conegliano | 3-0      | Dentil Praia Clube      | 25–22 | 25–21 | 25–21 |       |       | 75–64  | rapport |
| 16 Dec | 16:30 | Eczacıbaşı SK           | 1-3      | Imoco Volley Conegliano | 18–25 | 25–21 | 22–25 | 18–25 |       | 83–96  | rapport |

### Grupp B
| Pos | Lag               | M | V | F | P | SV | SF | SK    | BV  | BF  | BK    | Kvalificering |
| --- | ----------------- | - | - | - | - | -- | -- | ----- | --- | --- | ----- | ------------- |
| 1   | Vakıfbank SK      | 2 | 2 | 0 | 6 | 6  | 0  | MAX   | 151 | 114 | 1,325 | Semifinal     |
| 2   | Minas Tênis Clube | 2 | 1 | 1 | 3 | 3  | 3  | 1,000 | 142 | 123 | 1,154 | Semifinal     |
| 3   | Kuanysj VK        | 2 | 0 | 2 | 0 | 0  | 6  | 0,000 | 94  | 150 | 0,627 |               |

| Datum  | Tid   |                   | Resultat |                   | Set 1 | Set 2 | Set 3 | Set 4 | Set 5 | Totalt | Rapport |
| ------ | ----- | ----------------- | -------- | ----------------- | ----- | ----- | ----- | ----- | ----- | ------ | ------- |
| 14 Dec | 19:30 | Vakıfbank SK      | 3-0      | Kuanysj VK        | 25–15 | 25–15 | 25–17 |       |       | 75–47  | rapport |
| 15 Dec | 20:00 | Vakıfbank SK      | 3-0      | Minas Tênis Clube | 25–22 | 26–24 | 25–21 |       |       | 76–67  | rapport |
| 16 Dec | 19:00 | Minas Tênis Clube | 3-0      | Kuanysj VK        | 25–14 | 25–13 | 25–20 |       |       | 75–47  | rapport |

## Finaler[1]
- Samtliga tider är UTC+3

|  | Semifinaler | Semifinaler       | Semifinaler |              |    | Final               | Final               | Final               |  |
|  |             |                   |             |              |    |                     |                     |                     |  |
|  | 1A          | Imoco Volley      | 3           |              |    |                     |                     |                     |  |
|  | 1A          | Imoco Volley      | 3           |              |    |                     |                     |                     |  |
|  | 2B          | Minas Tênis Clube | 0           |              |    |                     |                     |                     |  |
|  | 2B          | Minas Tênis Clube | 0           |              | 1A | Imoco Volley        | 3                   |                     |  |
|  |             |                   |             |              | 1A | Imoco Volley        | 3                   |                     |  |
|  |             |                   | 1B          | Vakifbank SK | 1  |                     |                     |                     |  |
|  | 1B          | Vakifbank SK      | 1B          | Vakifbank SK | 1  | 3                   |                     |                     |  |
|  | 1B          | Vakifbank SK      |             |              |    | 3                   |                     |                     |  |
|  | 2A          | Eczacıbaşı SK     | 0           |              |    | Match om tredjepris | Match om tredjepris | Match om tredjepris |  |
|  | 2A          | Eczacıbaşı SK     | 0           |              |    |                     |                     |                     |  |
|  |             |                   |             |              |    |                     |                     |                     |  |
|  |             |                   |             |              |    | 2B                  | Minas Tênis Clube   | 1                   |  |
|  |             |                   |             |              |    | 2B                  | Minas Tênis Clube   | 1                   |  |
|  |             |                   |             |              |    | 2A                  | Eczacıbaşı SK       | 3                   |  |

### Semifinaler
| Datum  | Tid   |                         | Resultat |                   | Set 1 | Set 2 | Set 3 | Set 4 | Set 5 | Totalt | Rapport |
| ------ | ----- | ----------------------- | -------- | ----------------- | ----- | ----- | ----- | ----- | ----- | ------ | ------- |
| 17 Dec | 16:30 | Imoco Volley Conegliano | 3–0      | Minas Tenis Clube | 25–12 | 25–17 | 25–21 |       |       | 75–50  | rapport |
| 17 Dec | 20:00 | Vakıfbank SK            | 3–0      | Eczacıbaşı SK     | 25–21 | 25–19 | 25–23 |       |       | 75–63  | rapport |

### Match om tredjepris
| Datum  | Tid   |                   | Resultat |               | Set 1 | Set 2 | Set 3 | Set 4 | Set 5 | Totalt | Rapport |
| ------ | ----- | ----------------- | -------- | ------------- | ----- | ----- | ----- | ----- | ----- | ------ | ------- |
| 18 Dec | 13:00 | Minas Tênis Clube | 1–3      | Eczacıbaşı SK | 22–25 | 25–23 | 10–25 | 21–25 |       | 78–98  |         |

### Final
| Datum  | Tid   |                         | Resultat |                    | Set 1 | Set 2 | Set 3 | Set 4 | Set 5 | Totalt | Rapport |
| ------ | ----- | ----------------------- | -------- | ------------------ | ----- | ----- | ----- | ----- | ----- | ------ | ------- |
| 18 Dec | 16:00 | Imoco Volley Conegliano | 3–1      | VakıfBank İstanbul | 25–18 | 22–25 | 25–21 | 25–21 |       | 97–85  |         |

## Slutplaceringar
| Rank | Team                    |
| ---- | ----------------------- |
| 1    | Imoco Volley Conegliano |
| 2    | Vakıfbank SK            |
| 3    | Eczacıbaşı SK           |
| 4    | Minas Tênis Clube       |
| 5    | Dentil Praia Clube      |
| 6    | Kuanysj VK              |

| Klubbvärldsmästare 2022 |
| ----------------------- |
| Imoco Volley Conegliano |

| Spelare: |
| Roberta Carraro (p), Kathryn Plummer (vs), Kelsey Robinson (vs), Federica Squarcini (c), Robin de Kruijf (c), Alessia Gennari (vs), Alexa Gray (vs), Marina Lubian (c), Monica de Gennaro (l), Isabelle Haak (hs), Ylenia Pericati (l), Eleonora Furlan (c), Joanna Wołosz (p), Anna Bardaro (l) |
| Tränare |
| Daniele Santarelli |

## Utmärkelser[3]
| - Mest värdefulla spelare Isabelle Haak, Imoco Volley - Bästa motstående spiker Isabelle Haak, Imoco Volley - Bästa ytterspikers Kelsey Robinson, Imoco Volley Gabriela Guimarães, Vakifbank SK | - Bästa centrar Chiaka Ogbogu, Vakifbank SK Zehra Güneş, Vakifbank SK - Bästa passare Joanna Wołosz, Imoco Volley - Bästa libero Monica de Gennaro, Imoco Volley |

## Statistik[4]
| Vunna poäng | Vunna poäng        | Vunna poäng | Vunna poäng       |
| Pos.        | Namn               | Poäng       | Lag               |
| ----------- | ------------------ | ----------- | ----------------- |
| 1           | Isabelle Haak      | 99          | Imoco Volley      |
| 2           | Tijana Bošković    | 95          | Eczacıbaşı SK     |
| 3           | Paola Egonu        | 93          | Vakıfbank SK      |
| 4           | Gabriela Guimarães | 49          | Vakıfbank SK      |
| 5           | Chiaka Ogbogu      | 40          | Vakıfbank SK      |
| 6           | Priscila Daroit    | 40          | Minas Tênis Clube |
| 7           | Thaísa Menezes     | 39          | Minas Tênis Clube |
| 8           | Kelsey Robinson    | 38          | Imoco Volley      |
| 9           | Robin de Kruijf    | 37          | Imoco Volley      |
| 10          | Sinead Jack        | 35          | Eczacıbaşı SK     |
| 10          | Yonkaira Peña      | 35          | Minas Tênis Clube |

| Vunna attacker | Vunna attacker     | Vunna attacker | Vunna attacker    |
| Pos.           | Namn               | Poäng          | Lag               |
| -------------- | ------------------ | -------------- | ----------------- |
| 1              | Isabelle Haak      | 88             | Imoco Volley      |
| 2              | Tijana Bošković    | 82             | Eczacıbaşı SK     |
| 3              | Paola Egonu        | 81             | Vakıfbank SK      |
| 4              | Gabriela Guimarães | 41             | Vakıfbank SK      |
| 5              | Yonkaira Peña      | 33             | Minas Tênis Clube |
| 5              | Priscila Daroit    | 33             | Minas Tênis Clube |
| 7              | Chiaka Ogbogu      | 32             | Vakıfbank SK      |
| 8              | Robin de Kruijf    | 31             | Imoco Volley      |
| 9              | Kisy Nascimento    | 30             | Eczacıbaşı SK     |
| 10             | Kelsey Robinson    | 29             | Imoco Volley      |

| Vunna block | Vunna block        | Vunna block | Vunna block       |
| Pos.        | Namn               | Poäng       | Lag               |
| ----------- | ------------------ | ----------- | ----------------- |
| 1           | Chiaka Ogbogu      | 8           | Vakıfbank SK      |
| 1           | Kelsey Robinson    | 8           | Imoco Volley      |
| 1           | Thaísa Menezes     | 8           | Minas Tênis Clube |
| 4           | Isabelle Haak      | 7           | Imoco Volley      |
| 5           | Paola Egonu        | 6           | Vakıfbank SK      |
| 5           | Gabriela Guimarães | 6           | Vakıfbank SK      |
| 5           | Nika Daalderop     | 6           | Vakıfbank SK      |
| 8           | Tijana Bošković    | 5           | Eczacıbaşı SK     |
| 8           | Cansu Özbay        | 5           | Vakıfbank SK      |
| 8           | Zehra Güneş        | 5           | Vakıfbank SK      |
| 8           | Joanna Wołosz      | 5           | Imoco Volley      |
| 8           | Julia Kudiess      | 5           | Minas Tênis Clube |

| Serveess | Serveess        | Serveess | Serveess          |
| Pos.     | Namn            | Poäng    | Lag               |
| -------- | --------------- | -------- | ----------------- |
| 1        | Tijana Bošković | 8        | Eczacıbaşı SK     |
| 1        | Paola Egonu     | 6        | Vakıfbank SK      |
| 1        | Julia Kudiess   | 6        | Minas Tênis Clube |
| 4        | Priscila Daroit | 5        | Minas Tênis Clube |
| 4        | Priscila Heldes | 5        | Minas Tênis Clube |
| 6        | Marina Lubian   | 4        | Imoco Volley      |
| 6        | Isabelle Haak   | 4        | Imoco Volley      |
| 6        | Thaísa Menezes  | 4        | Minas Tênis Clube |
| 9        | Irina Voronkova | 3        | Eczacıbaşı SK     |
| 9        | Sinead Jack     | 3        | Eczacıbaşı SK     |
| 9        | Kathryn Plummer | 3        | Imoco Volley      |
| 9        | Joanna Wołosz   | 3        | Imoco Volley      |

| Perfekta mottagningar | Perfekta mottagningar | Perfekta mottagningar | Perfekta mottagningar |
| Pos.                  | Namn                  | Poäng                 | Lag                   |
| --------------------- | --------------------- | --------------------- | --------------------- |
| 1                     | Irina Voronkova       | 49                    | Eczacıbaşı SK         |
| 2                     | Ayça Aykaç            | 36                    | AGIL Volley           |
| 3                     | Nyeme Costa           | 33                    | Minas Tênis Clube     |
| 4                     | Kelsey Robinson       | 31                    | Imoco Volley          |
| 5                     | Gabriela Guimarães    | 29                    | Vakıfbank SK          |
| 6                     | Monica de Gennaro     | 29                    | Imoco Volley          |
| 7                     | Simge Aköz            | 23                    | Eczacıbaşı SK         |
| 8                     | Hande Baladın         | 23                    | Eczacıbaşı SK         |
| 9                     | Yonkaira Peña         | 19                    | Minas Tênis Clube     |
| 10                    | Kathryn Plummer       | 18                    | Imoco Volley          |